# A budapesti Múzeum körút épületeinek listája
Az alábbi lista a budapesti Kiskörút Károly körúti részén fekvő épületek listáját tartalmazza.

## 1-10.
| Kép | Házszám | Név                                        | Építés ideje   | Tervező                          | Megjegyzés | További képek a Wikimédia Commonson |
| --- | ------- | ------------------------------------------ | -------------- | -------------------------------- | --- | ----------------------------------- |
|     | 1/a.    | Astoria Szálló                             | 1912–1914/1915 | Hikisch Rezső, Ágoston Emil      | Az épület Magyar utcai és Kossuth Lajos utcai részét Hikisch Rezső, a Múzeum körúti részt Ágoston Emil tervezte. A telken korábban a Zrínyi vendégfogadó és kávéház működött (1824 és 1910 között). |                                     |
|     | 1/b.    | Neumann-ruhaház (Loft Astoria)             | 1898           | Wagner János                     | Az eredeti, historizáló homlokzatot az 1910-es években átalakították monumentális formájúra, egyben az 1/a. és 3. épületekkel összeillőre. A második világháborúban megsérült homlokzatot 1949-ben elbontották, majd 1959-ben Cserba Dezső és Szmodits Kázmér tervei szerint modern homlokzatot készítettek az épületre. Alsó részén McDonald's gyorsétterem működik. Felső szintjei használaton kívül vannak. Korábbi homlokzatának képe: . |                                     |
|     | 2.      | Kelet–Nyugat Kereskedelmi Központ          | 1989–1991      | Zalaváry Lajos                   | A régi Nemzeti Színház és bérháza állt korábban a helyén. |                                     |
|     | 3.      | bérház                                     | 1914           | Hikisch Rezső                    | |                                     |
|     | 4.      | Állat- és Ásványtani Intézet, ma: ELTE BTK | 1883–1885      | Weber Antal                      | |                                     |
|     | 5.      | bérház                                     | 1850           | Diescher József és Feszl Frigyes | |                                     |
|     | 6-8.    | Polytechnikum, ma: ELTE BTK                | 1880–1883      | Steindl Imre                     | |                                     |
|     | 7.      | Unger-bérház                               | 1852           | Ybl Miklós                       | |                                     |
|     | 9.      | modern lakóház                             | 1960           |                                  | |                                     |
|     | 10.     | A Szervita Konvent bérháza                 | 1871           | Dötzer Ferenc                    | |                                     |

## 11-20.
| Kép | Házszám | Név                   | Építés ideje | Tervező                       | Megjegyzés                                                                                         | További képek a Wikimédia Commonson |
| --- | ------- | --------------------- | ------------ | ----------------------------- | -------------------------------------------------------------------------------------------------- | ----------------------------------- |
|     | 11.     | modern lakóház        | 1938         | Fried Miksa és Fenyves István | |                                     |
|     | 12.     | Fechtig-bérház        | 1875         | Szkalnitzky Antal             | 1885-től működik itt a Múzeum Kávéház.                                                             |                                     |
|     | 13.     | Kollerich-bérház      | 1873–1874    | Vojta Donát és Bergh Károly   | Az épület alján működik a Központi Antikvárium, Budapest legrégebbi (1891-ben nyílt) antikváriuma. |                                     |
|     | 14-16.  | Magyar Nemzeti Múzeum | 1837–1847    | Hild József                   | A páros oldal utolsó épülete.                                                                      |                                     |
|     | 15.     | Grünhut-bérház        | 1872         | Pucher József                 | |                                     |
|     | 17.     | bérház                | 1873         | Schomann Ferenc és Rill Imre  | |                                     |
|     | 19.     | Róth-bérház           | 1874         | Ybl Miklós                    | |                                     |

## 21-30.
| Kép | Házszám | Név            | Építés ideje | Tervező      | Megjegyzés | További képek a Wikimédia Commonson |
| --- | ------- | -------------- | ------------ | ------------ | --- | ----------------------------------- |
|     | 21.     | bérház         | 1863         | Pán József   | |                                     |
|     | 23-25.  | modern lakóház | 1960         | Gáspár Tibor | Korábban a 23. szám alatt állt a Brázay-bérház (átépítés, és a 25. sz. telekre bővítés: 1879, Schmahl Henrik). |                                     |
|     | 27.     | Deutsch-bérház | 1872–1873    | Buzzi Bódog  | |                                     |
|     | 29.     | bérház         | 1890         | Pán József   | |                                     |

## 31-40.
| Kép | Házszám | Név            | Építés ideje | Tervező        | Megjegyzés                     | További képek a Wikimédia Commonson |
| --- | ------- | -------------- | ------------ | -------------- | ------------------------------ | ----------------------------------- |
|     | 31-33.  | modern lakóház | 1967         |                | Az épület alján Posta működik. |                                     |
|     | 35.     | bérház         | 1880         |                |                                |                                     |
|     | 37.     | bérház         | 1890         | Wagner János   |                                |                                     |
|     | 39.     | bérház         | 1880         | Schmahl Henrik |                                |                                     |

## 41-43.
| Kép | Házszám | Név                                           | Építés ideje | Tervező       | Megjegyzés                       | További képek a Wikimédia Commonson |
| --- | ------- | --------------------------------------------- | ------------ | ------------- | -------------------------------- | ----------------------------------- |
|     | 41.     | bérház                                        | 1915         | Ágoston Emil  |                                  |                                     |
|     | 43.     | Mercure Budapest Korona Hotel (Korona Szálló) | 1986–1988    | Csontos Csaba | A páratlan oldal utolsó épülete. |                                     |